# Dondo
Dondo je grad u Mozambiku, u pokrajini Sofala, nedaleko Beire i Indijskog oceana. Sjedište je istoimenog okruga. Nalazi se na željezničkoj pruzi koja spaja Moatize s naseljima u Malaviju i Zimbabveu.
Grad ima tvornicu cementa i betonskih željezničkih pragova.
Dondo je 2007. imao 70.817 stanovnika.